# Kisszentmárton, Baranya
Kisszentmárton este un sat în districtul Sellye, județul Baranya, Ungaria, având o populație de 272 de locuitori (2011). 

## Demografie
Componența etnică a satului Kisszentmárton
     Maghiari (81,1%)
     Romi (18,9%)
Componența confesională a satului Kisszentmárton
     Romano-catolici (56,99%)
     Reformați (19,85%)
     Fără religie (4,04%)
     Greco-catolici (1,1%)
     Necunoscută (18,01%)
Conform recensământului din 2011, satul Kisszentmárton avea 272 de locuitori. Din punct de vedere etnic, majoritatea locuitorilor (81,1%) erau maghiari, cu o minoritate de romi (18,9%). Din punct de vedere confesional, majoritatea locuitorilor (56,99%) erau romano-catolici, existând și minorități de reformați (19,85%), persoane fără religie (4,04%) și greco-catolici (1,1%). Pentru 18,01% din locuitori nu este cunoscută apartenența confesională.